# Lysdiod

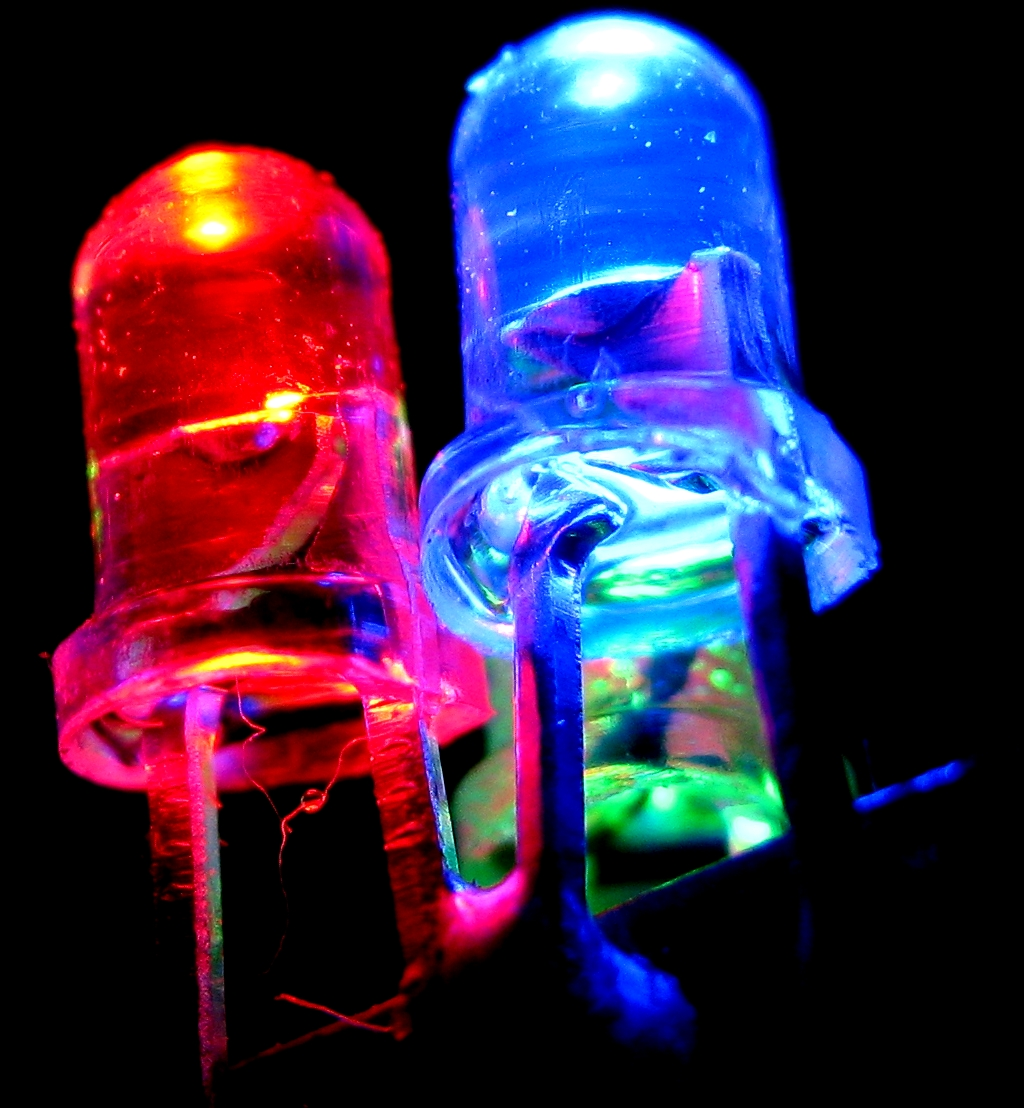
Lysdioder

Lysdiod (eller LED, från engelskans light-emitting diode) är en ljuskälla baserade på halvledarmaterial som utstrålar inkoherent ljus inom ett smalt ljusspektrum då elektrisk ström flyter i framåtriktningen.

## Historik
Lysdioden uppfanns av ryssen Oleg Vladimirovitj Losev i mitten av 1920-talet. Den första kommersiella lysdioden med synligt (rött) ljusspektrum utvecklades 1962. Snart skapades även gröna dioder, och i början av 1970-talet hade man färger även i den gul-orange färgskalan.
Flera forskare började därefter fokusera på att försöka skapa det mer energirika blåa ljuset, då man med detta skulle kunna åstadkomma vitt ljus. Det kan ske på (åtminstone) två olika sätt, antingen genom direkt additiv färgblandning med rött och grönt och/eller gult (som i en OLED-display), eller genom att låta de energirika fotonerna i det blåa ljuset excitera ett fosforskikt som i sin tur ger det önskade vita ljuset (som i de flesta LED-lampor för hemmabruk). Den blåa lysdioden krävde dock trettio år av utvecklingsarbete för att bli så effektiv och lätt att tillverka att den kunde bli en kommersiell produkt, något som belönades med Nobelpriset i fysik 2014.
Lysdiodernas ljusstyrka var länge ganska svag och de användes primärt som indikatorlampor, 7-segmentdisplayer och för optokopplare, infraröda fjärrkontroller och liknande. Först på 1980-talet kunde man frambringa ett lysdiod-ljus som var kraftigt nog att kunna användas utomhus i solljus. Idag finns lysdioder och lampor baserade på lysdioder i många olika färger, från infrarött över de synliga färgerna till ultraviolett, samt olika nyanser av kallt och varmt vitt ljus.

## Lysdiodteknologi

Den elektriska schemasymbolen för en lysdiod, anoden (+) är till vänster och katoden (-) till höger.

Lysdioden är en speciell typ av halvledardiod. Ljuseffekten är en form av elektroluminiscens. Färgen beror på halvledarmaterialen som används, och kan vara inom såväl det ultravioletta som det synliga eller infraröda spektrumet. Lysdioderna med osynligt ljus används speciellt med fotodioder eller motsvarande mottagare för signalöverföring av någon typ, exempelvis ljusridå eller fjärrkontroll.
Likt en normal diod, består den av ett stycke halvledarmaterial dopat med orenheter, atomer med annat antal valenselektroner, för att skapa en struktur med positiv respektive negativ del, och en PN-övergång. Laddningsbärare (elektroner och hål) som rekombinerar vid PN-övergången frigör energi i form av fotoner. Ljusets våglängd och därmed ljusets färg beror på storleken av halvledarmaterialets bandgap. En normal diod, i allmänhet gjord av kisel eller germanium, utstrålar inget ljus, eftersom dessa material har indirekta bandgap. Material som används för lysdioder måste ha direkt bandgap, med en storlek som korresponderar med fotonenergier för nära-infrarött, synligt eller nära-ultraviolett ljus. För att öka den radiativa rekombinationen används ofta kvantbrunnar av ett lägre bandgap för att koncentrera laddningsbärare i en mindre spatiell volym . 
Till skillnad från glödlampor, som kan använda likström eller växelström så kräver lysdioder likström med rätt polaritet. När spänningen över dioden är i rätt riktning, flyter en betydande ström genom PN-övergången i dioden. Strömmen säges då vara framåtriktad. Spänningen över lysdioden är i detta tillfälle stabil för en given lysdiod och proportionell mot energin av de utstrålade fotonerna. Om spänningen har fel polaritet så är den bakåtriktad, mycket liten läckström flyter, och inget ljus avges, men vid förhöjd spänning sker genombrott och dioden kan förstöras.

### Storlek och uppbyggnad
Den vanligaste typen av lysdiod har varit en hålmonterad med fem millimeter i diameter. De numera vanligaste är ytmonterade i mängder av kapslingar. Eftersom lysdioder är känsliga för överhettning har mycket arbete lagts ned för att få fram kapslingar med god kylning. Verkningsgraden för lysdioder är som bäst ca 25 % på blått och 16–17 % på vitt, vilket är i klass med urladdningslampor eller i vissa fall till och med bättre.

### Konventionella lysdioder

LED-spektra för olika halvledare

Konventionella lysdioder är gjorda av oorganiska material och kan ge följande ljus:
- Galliumarsenid (GaAs) - Infrarött
- Aluminiumgalliumarsenid (AlGaAs) - Rött och infrarött
- Galliumarsenidfosfid (GaAsP) - Rött, orange och gult
- Zinkselenid (ZnSe) - Blått
- Galliumnitrid (GaN) - Ultraviolett
- Indiumgalliumnitrid (InGaN) - Blått och grönt. Genom att justera bandgapet med olika In/Ga kvoter kan fotoner i hela det synliga spektrumet skapas [2].
- Aluminiumgalliumnitrid (AlGaN) - Ultraviolett
- Kiselkarbid (SiC) - Blått
- Diamant (C) - Ultraviolett

### Vita lysdioder
Vitt ljus åstadkoms genom additiv färgblandning. En metod är att montera lysdioder som ger olika färger, till exempel blått, grönt och rött, på samma eller separata chips så nära varandra att ljuset uppfattas som vitt. Ett annat sätt är att bygga in UV-strålande dioder i en blandning av fluorescerande ämnen (lysämnen) som ger ljus i olika delar av det synliga spektret.
Det mest effektiva är dock att använda sig av ett blåstrålande chip med lysämne inlagt i kislet kring dioden. Ett skikt av cerium-dopat yttrium-aluminium-granat-pulver ger ett gult fluorescensljus som i blandning med det blå diodljuset ger ett jämnt vitt ljus. Verkningsgraden för en sådan vit lysdiod är mycket hög eftersom redan den blå lysdioden har en mycket hög verkningsgrad (dubbelt så stor som ultraviolettstrålande lysdioder) och eftersom en del av det blå ljuset utnyttjas direkt utan omvandling. Blå lysdioder avger också en del av sin strålning i den osynliga ultravioletta delen av spektret, och även den delen omvandlas i stor utsträckning till gult synligt ljus. Det sistnämnda förhållandet innebär att man får ut ca 4–5 gånger så mycket synligt ljus från en vit som från en blå lysdiod. 
Vita lysdioder använder sig vanligtvis av InGaN/SiC-chip. Tekniken är kringgärdad av en mängd patent, det är därför det endast finns fem eller sex producenter som kan leverera vita lysdioder utan patentintrång.

### Ultraviolett och blått ljus
Den senaste innovationen i lysdiodteknologin är en enhet som kan avge ultraviolett ljus. När ultraviolett ljus belyser vissa material, kommer dessa material avge synligt ljus. Ultravioletta och blå lysdioder är relativt dyra jämfört med vanliga röda, gröna, gula och infraröda, och används därför mindre i kommersiella tillämpningar.

### Högpresterande lysdioder
Högeffektslysdioder är högpresterande lysdioder för största möjliga ljusutbyte. Under en lång period har det pratats om högeffektslysdioder som hanterar större strömmar. Dessa ska kunna ersätta både halogen- och liknande lampor. Anledningen är de har större inbyggda chip anpassade för 0,35 A (1 W) som standard men finns ända upp till 100 W.
Genom sin struktur och uppbyggnad kommer dessa lysdioder att kunna ersätta olika former av LED-kluster, bakgrundsbelysningar och halogenlampor. Typiska tillämpningar är LED- och LCD-displayer, LCD-TV (platt-TV), inredningsbelysning i fordon, kontors- och köksarmaturer eller annan tuff miljö. Ett utmärkt exempel är alla blinkers, backljus och bromsljus på en bil. Bilägaren kommer aldrig att behöva byta ut lampor under bilens livslängd.

### Sifferdisplayer och andra moduler
En vanlig tillämpning för lysdioder i olika färger är i 7-segmentsdisplayer som kan visa siffror. För en komplett uppsättning bokstäver används 14–16 segment, punktmatris 5×7 eller liknande. För att möjliggöra en skalvisning, exempelvis i en nivåindikator, finns moduler med många lysdioder satta i rad.

### Inkoppling av lysdioder
Det är strömmen genom lysdioden som bestämmer dess ljusstyrka, inte spänningen. Framspänningen (Uf) över en lysdiod varierar mellan ca 1,9 V (röda) till ca 3,6 V (blåa), och brukar vanligen definieras vid 20 mA ström i framriktningen (If). Om den maximala strömmen i framriktningen (If max) överskrids mer än kortvarigt, förstörs dioden. Därför skall man i princip i alla tillämpningar ha ett strömbegränsningsmotstånd kopplat i serie med lysdioden. Ett ben på lysdioden är kortare och den är - och kallas också katod. Det längre benet är + och kallas anod. Beteckningarna anod och katod följer inte här att det är den yttre strömmens riktning som bestämmer vad som är anod och katod utan de är fix kopplade till komponentens utformning.
Ett enkelt exempel på hur man beräknar resistansen hos ett seriemotstånd:
En vit lysdiod med Uf på 3,3 V och If på 20 mA skall kopplas till ett 9 V-batteri.
Strömmen måste begränsas med ett seriemotstånd. Spänningen över hela kretsen är 9 V minus framspänningsfallet över dioden ger att man skall ha ett spänningsfall över motståndet på 5,7 V. Strömmen skall begränsas till 20 mA och enligt ohms lag tar vi R = U/I = 5,7/0,02 = 285 Ω.
Strömmen får inte överstiga 20 mA så man väljer ett motstånd med standardvärdet 330 Ω.
Strömmen kommer så att bli I = U/R = 5,7/330 = drygt 17 mA. Effekten över motståndet blir ca 98 mW.
Ett vanligt sätt att reglera effekten för lysdioder är pulsbreddsmodulering (PWM) av dessa med en så hög frekvens att det mänskliga ögat inte hinner uppfatta blinkningarna/flimret.
Exempel, om en lysdiod pulsbreddsmoduleras med 70 % över tiden kommer medelströmmen att sjunka till 70 % av den maximala, resultatet blir en sänkning av medeleffekten med 30 % vilket kan ha en stor påverkan om man till exempel har problem med värmeutveckling. 
Ett vanligt missförstånd är att lysdioderna ser ut att lysa starkare vid samma genomsnittliga ström om de pulsas.[källa behövs] I själva verket är de upplevda ljusstyrkorna identiska. Flimret från pulsbreddsmodulerade lysdioder kan antas ha en negativ inverkan på hälsan såsom huvudvärk, ögonansträngning och minskad läshastighet om PWM-frekvensen är så låg som till exempel 100 Hz, då 100 Hz-flimmer från lysrör har bevisats ha dessa effekter. Högre frekvensers hälsopåverkan är okänd.

### Konventionella lysdiodpaneler och SMD
Det finns två typer av lysdiodpaneler: konventionella som använder enskilda lysdioder och SMD (Surface Mount Device) -paneler. De vanligaste utomhusskärmarna och några inomhusskärmar är byggda av lysdioder på ett sätt som är känt som individuellt monterade lysdioder. Ett kluster av röda, gröna och blå dioder formar en full-färgpixel, vanligen av fyrkantig form. Dessa pixlar placeras med jämna avstånd och mäts från center till center för en absolut pixel-upplösning.
Flertalet inomhusskärmar på marknaden är byggda med SMD-teknologin - en trend som nu utvidgas till utomhusmarknaden. En SMD-pixel består av röda, gröna och blå dioder monterat på ett kretskort som i sig är monterat på ett datorkort. Lysdioderna är mindre än ett stift och är placerade väldigt nära varandra. Skillnaden är att det minimala synavståndet har minskat med 25 % från konventionella lysdiodskärmar med samma upplösning.
Inomhusbruk kräver normalt en skärm baserad på SMD-teknologi och har som minimum en ljusstyrka på 600 nit (candela per kvadratmeter – en standardenhet för luminans). Detta är vanligtvis mer än tillräckligt för produkter för företag och detaljhandel, men för bruk vid hög ljusstyrka krävs mer kraft. Mode- och bilutställningar är två exempel på områden som kräver högre ljusstyrkor för lysdioder. Omvänt, när skärmen används i en teveshow, behöver man ofta lägre ljusstyrka och sänkt färgtemperatur. 
För utomhusbruk behövs minst 2 000 nit för flertalet situationer, men högre ljusstyrka upp till 5 000 nit klarar situationer med direkt solljus på skärmen. Fram till idag har bara diskreta diodskärmar uppnått den nivån på ljusstyrkan.
För speciella projekt behöver man beakta faktorer som siktlinjer, myndighetsplanering (om installationen skall vara halv-permanenta), bruk av fordon (transportvagnar för skärmar, vagnmonterade skärmar eller lyftkranar), kablar för kraft och video (räkna med avstånd för hälsa och säkerhet), lämplighet för monteringsplatser av skärmen (kolla att det inte finns några rör, svaga avlopp, hålor eller tunnlar som inte klarar tung last), och lufthinder.
Världens största fullfärgs lysdiodsdisplay finns vid Third Ring Road i Pekings Chaoyang District i Kina. Det är en 758 m² stor display.

## Användningsområden för lysdioder

LED-display utanför ett parkeringshus i Göteborg.

Lysdioder har länge använts som indikatorlampor för olika elektriska apparater och på displayer, men i och med utvecklingen av nya, ljusstarkare sorter kan de även fungera som belysning. På senare tid så har det skapats lysdioder som kan ersätta glödlampor, så kallade högeffektslysdioder. Det viktiga är att förstå att lysdiod är ett samlingsnamn för ett likartat sätt att framkalla ljus där lysdioden i sig används för att indikera eller synas direkt av betraktarens ögon medan en högeffektslysdiod levererar ett ljus som ska återreflekteras av det belysta objektet till betraktarens ögon.
Avancerade optiska kommunikationsutrustningar, elektronik och vitvaror är vanliga användningsområden. Andra tillämpningar är:
- Tunna, lätta meddelandetavlor (informationsskyltar)
- Statusindikatorer (av/på ljus)
- Trafiksignaler
- Cykellampor, pannlampor
- Belysning (blixtljus, bakljus för LCD-bildskärm)
- Signal/nödbelysning
- Infraröd fjärrkontroll
- Sensorer (mekaniska och optiska datamöss)
- LED-skrivare[4]
- VMS-skyltar (väginformatikskyltar)
- Kamerablixt till mobiltelefoner
- Fordonslampor som bakljus (rött, gult) snart även för strålkastare (vitt)
- Effektbelysning för scen och diskotek
- Växtbelysning

Glödlampor i trafiksignaler och övergångar för fotgängare byts gradvis ut mot kluster av lysdioder. Stockholm är den första stad i världen som har infört lysdiodstekniken i alla trafiksignaler och fotgängarsignaler samt vita lysdioder i kollektivtrafiksignalerna. Den första staden i USA som bytt ut glödlamporna i samtliga gatlyktor till energisnåla lysdioder är Ann Arbor, Michigan. Staden deltar i LED City, en satsning för att spara energi med hjälp av lysdioder. Med i projektet är även staden Raleigh i North Carolina och Toronto i Kanada.

## Lysdioder i jämförelse med andra ljuskällor
Ljussystem som använder glödlampor är billiga att köpa men ineffektiva och ger från omkring 8-10 lumen per watt för en vanlig glödlampa med volframtråd och upp till 22 lumen per watt för en halogenlampa. Fluorescerande lysrör är mer effektiva, från 50-100 lumen per watt för hushållslysrör.  Nackdelarna med lysrör är att de är sköra, tar mycket plats och kräver startkretsar.  En vanlig glödlampa till exempel har inte mer än 14% effektivitet där resterande 86% av energin strålas bort i form av värme som ej syns, vilket bara kan tillvaratas om uppvärmning behövs, dvs inomhus vid kallare väder.  Lysdioder är i jämförelse robusta, ger medelbra effektivitet, upp till 200 lumen per watt, men är fortfarande ganska dyra. Dock är "vita" lysdioder inte lika bra för ögonen då de baseras på olika lysämnesskikt som läcker energirikt blåljus i olika mängd, istället för att ha ett verkligt, balanserat vitt, spektrum.

## Fördelar och nackdelar med lysdioder

### Fördelar
- Storlek: Lysdioder är små och finns i en mängd olika förpackningar, allt ifrån 0,4 mm tjocka till standardstorlekarna med en diameter på 3, 5 eller 10 mm. De används t.ex. i trafikljus, instrumentbrädan på bilar, nödutgångsskyltar, displayer på mobiltelefoner och fickdatorer.

- Energieffektivitet:  Lysdioder ger mer ljus per watt än vanliga glödlampor; vilket är särskilt användbart i batteridrivna produkter som ficklampor.[7]

- Färg: Lysdioder ger specifika färger utan att filter behöver användas, vilket blir billigare och enklare.

- Tändtid: Lysdioder tänds direkt. En typisk röd signallampa når full ljusstyrka på några mikrosekunder.[8]

- Dimbarhet: Lysdioder kan lätt dimmas, antingen med pulsbreddsmodulering eller genom att minska strömmen.

- Värmeutveckling: Till skillnad mot andra ljuskällor avger lysdioder väldigt lite värme (infraröd strålning) som kan skada textilier och andra föremål. Överskottsenergi avges som värme genom nedre delen av lysdioden.

- Mekanisk tålighet: Då lysdioder består av komponenter i fast form och saknar glödtråd tål de stötar och vibrationer bättre än glödlampor och lysrör.

- Livslängd: Lysdioder kan ha en relativt lång livslängd; 35 000 - 100 000 användbara timmar jämfört med en glödlampa c:a 1 000 timmar, en halogenlampa 2 000 - 4 000 och en bra lågenergilampa upp till 15 000 timmar (under optimala förhållanden och med gradvis ljusnedgång).

- Ljusspridning: Liksom de små lågvoltshalogenlamporna kan lysdioder utformas så att de fokuserar ljuset till en stråle med viss spridningsvinkel, till skillnad mot glödlampor och lysrör som måste ha en extern reflektor för att samla upp och fokusera ljuset.

- Tungmetaller: Lysdioder innehåller inget kvicksilver, till skillnad mot lysrör och lågenergilampor.
- Också mycket tåligare mot slag och liknande saker än vanliga lampor[9]

### Nackdelar
- Kostnad: Lysdioder har ett högre inköpspris än flera alternativ. Räknar man in hela driftskostnaden är de dock mer konkurrenskraftiga.

- Temperaturkänslighet: Lysdioderna är känsliga för omgivande temperatur och särskilt för värme. Ljusstyrkan (d.v.s. verkningsgraden) varierar med diodens temperatur och de kan lätt överhettas om de inte kyls ordentligt. Lysdiodernas värmeutveckling är en av deras nackdelar, men genom att kontrollera och följa deras specifikation så kommer de inte bli överhettade om de inte drivs utanför specifikationen. De lysdioder som kräver kylning kommer att överhettas om det inte används någon kylning. Att överanvända lysdioden i höga omgivningstemperaturer kan överhetta den och förkorta dess livslängd. Adekvat temperaturreglering krävs för lång hållbarhet. Detta är extra viktigt när det gäller användning i bilar, medicinsk apparatur och militär användning där dioderna behöver fungera tillförlitligt i stora temperaturskillnader utan att gå sönder.

- Spänningskänslighet: Lysdioder kräver hög strömstyrka och låg spänning. Därför kan det behövas en serie resistorer eller reglerad strömtillförsel.[10]

- Ljuskvalitet: Kallvita lysdioder har ett spektrum som skiljer sig markant från svartkroppsstrålare såsom solen, glödlampor och halogenlampor som är naturliga fullspektrumljuskällor (Ra 100). Då chipet i lysdioden är monokromatiskt återger den en väldigt snäv del av färgspektrum. Detta kräver en bra fosforteknologi ovanpå chipet som i samband med vitt ljus håller ca 450-460 nm innan fosforkonverteringen, inte helt olik den som används i lysrör och lågenergilampor. Lysdioden har dock toppar runt 460 nm och dalar runt 500 nm, vilket kan få färgen på föremål att uppfattas helt annorlunda i kallvitt ljus, på grund av metameri.[11] Röda ytor återges extra dåligt i vanligt fosforbaserat kallvitt lysdiodljus. Dock är färgåtergivningen (som mäts i Ra, eng CRI) hos de bästa vita lysdiodlamporna ofta bättre än i vanliga lågenergilampor (som vanligen har Ra 82). Det finns vita lysdioder med upp till Ra 95 från specialister, men dessa brukar vara dyra och är inte lika ljusstarka som lysdioder av sämre kvalitet. De flesta vita lysdiodlamporna på marknaden har ganska dålig färgåtergivning. Alla tekniska värden gällande lm/W etc är irrelevanta om inte hänsyn tas till Ra-värdet.

- Blåljusrisk: Oro har uttrycks för att ljuset från blå och kallvita (blåvita) lysdioder överstiger gränsvärdena för skador på näthinnan.[12][13]

- Ljusförorening: Då kallvita lysdioder med hög färgtemperatur avger mycket mer blått ljus än konventionell utomhusbelysning såsom högtrycksnatriumlampor, och Rayleigh-spridning är beroende av specifika våglängder, innebär det att kallvita lysdiodlampor kan orsaka mer ljusförorening än andra ljuskällor. Det är därför väldigt viktigt att kallvita lysdiodlampor är korrekt avskärmade när de används utomhus. Jämfört med lågtrycksnatriumlampor, som ger ljus av våglängden 589.3 nm, sprids den kallvita lysdiodens topp vid 460 nm c:a 2,7 gånger mer av jordens atmosfär. Kallvita lysdiodlampor bör därför inte användas nära observatorier.

- Ljusspridningen åt sidorna hos LED-lampor kan vara sämre än med konventionella glödlampor.[14] Det riktade ljuset kan vara en nackdel vid behov av belysning som ska spridas i sidled eller i vidare vinkel än så, då LED-lamporna oftast har ett riktat fokus.